# 1 Wołgski Pułk Kozacki
1 Wołgski Pułk Kozacki (ros. 1-й Волгский казачий полк) – oddział wojskowy złożony z Kozaków podczas II wojny światowej.
Oddział został sformowany w listopadzie/grudniu 1942 r. w rejonie Mozdoku. Na jego czele stanął starszina wojskowy Nikołaj Ł. Kułakow. Oddział liczył jedynie ok. 300 Kozaków. Nie wziął udziału w działaniach wojskowych, ale – po odwrocie wraz z wojskami niemieckimi z północnego Kaukazu na pocz. 1943 r. – znalazł się na Ukrainie, skąd w kwietniu tego roku przeniesiono go do Mławy, gdzie wszedł w skład I Dywizjonu 6 Terskiego Pułku Kawalerii nowo formowanej 1 Kozackiej Dywizji Kawalerii.